# André Gustave Anguilé
André Gustave Anguilé, né le 3 mars 1920 à Libreville et mort le 23 mai 1999 à Paris 14e, est un diplomate et un homme politique gabonais.

## Biographie
Appartenant à l'ethnie Myènè, il participe à la création du Bloc démocratique gabonais (BDG), alliance entre le Parti démocratique gabonais et le Comité mixte gabonais, qui obtient en 1957 l'élection de Léon M'Ba au poste de vice-président du Conseil de gouvernement. Il devient alors secrétaire général de l'Assemblée territoriale. En juillet 1960, il fait partie de la délégation gabonaise emmenée à Paris par Léon M'ba pour entamer des négociations en vue de l'Indépendance du pays.

## Carrière politique
Après l'indépendance du Gabon le 17 août 1960, il est d'abord ministre des Affaires étrangères de la nouvelle république, puis devient ministre d’État chargé de l'économie en février 1961. C'est à ce titre qu'il participe notamment au colloque sur « les politiques de développement et les diverses voies africaines vers le socialisme » organisé par Léopold Sédar Senghor à Dakar en décembre 1962. Le 20 juillet 1963, il représente le Gabon à la convention de Yaoundé, qui entérine l'association entre la Communauté économique européenne et les dix-huit États africains et malgache associés (EAMA).
Écarté du gouvernement à l'arrivée au pouvoir d'Omar Bongo en 1967, il est nommé représentant en France de la Société nationale des bois du Gabon. Il assure plusieurs conférences en tant que membre de l'Association technique internationale des bois tropicaux. Il meurt le 23 mai 1999 à son domicile parisien.
Un lycée porte son nom à Libreville.

## Œuvres
- L'Afrique sans frontières, Ed. Paul Bory, Monaco, 1965 (avec Jacques David)
- « Les objectifs du plan quinquennal de la République Gabonaise (1960-1964) », in Communautés et Continents, n.5, janvier-mars 1960